# Jimmy Nottingham
James Edward „Jimmy“ Nottingham junior (* 15. Dezember 1925 in New York City; † 16. November 1978 ebenda) war ein US-amerikanischer Jazz-Trompeter.
Nottingham spielte zuerst mit Cecil Payne (1943) und Max Roach, war im Zweiten Weltkrieg bis 1945 bei der US-Navy und dann bei Willie Smith und Lionel Hampton (1945 bis 1947 als High Note Trompeter), Charlie Barnet, Lucky Millinder. Von 1948 bis 1950 war er bei Count Basie als Solo-Trompeter, dann bei Herbie Fields und in den Latin-Bands von Pérez Prado und Noro Morales (1951 bis 1953). Ab 1954 war er über zwanzig Jahre Fernseh-Studiomusiker bei CBS. Nebenbei spielte er Jazz in einem Quintett, das er 1962 mit Budd Johnson hatte, war mit Dizzy Gillespie auf dem Jazzfestival von Antibes und spielte 1966 bis 1970 im Thad Jones/Mel Lewis Orchestra. In den 1970er Jahren war er in der Clark Terry Big Band (1974/75).
Er spielte unter anderem mit Stan Kenton (1955 im Fernsehen), Benny Goodman und nahm mit Lionel Hampton, Charlie Barnet, Sonny Stitt, Manny Albam, Quincy Jones, Jimmy Mundy, Ray Charles, Oliver Nelson (1967), Chico O’Farrill, Shirley Scott, Kenny Burrell, Joe Cain und Tony Scott  auf.
Er nahm nur einmal unter eigenem Namen für Seeco 1957 auf.